# Sericini
Los sericinos (Sericini) son una tribu de coleópteros escarabeidos.

## Subtribus
Se reconocen las siguientes:
- Subtribu Phyllotocina Burmeister, 1855
- Subtribu Sericina Kirby, 1837
- Subtribu Trochalina Brenske, 1898

## Géneros
Según Fauna Europaea:
- Amaladera Reitter, 1896
- Apotriodonta Baraud, 1962
- Euserica Rietter, 1896
- Hellaserica Baraud & Paulian, 1966
- Hymenochelus Reitter, 1890
- Hymenoplia Eschscholtz, 1830
- Maladera Mulsant & Rey, 1871
- Omaloplia Schönherr, 1817
- Paratriodonta Baraud, 1962
- Serica MacLeay, 1819
- Triodonta Mulsant, 1842